# قضب متشعب
قضب متشعب (الاسم العلمي:Cadaba divaricata) هو نوع من النباتات يتبع جنس القضب من الفصيلة القبارية.